# Sarki fény

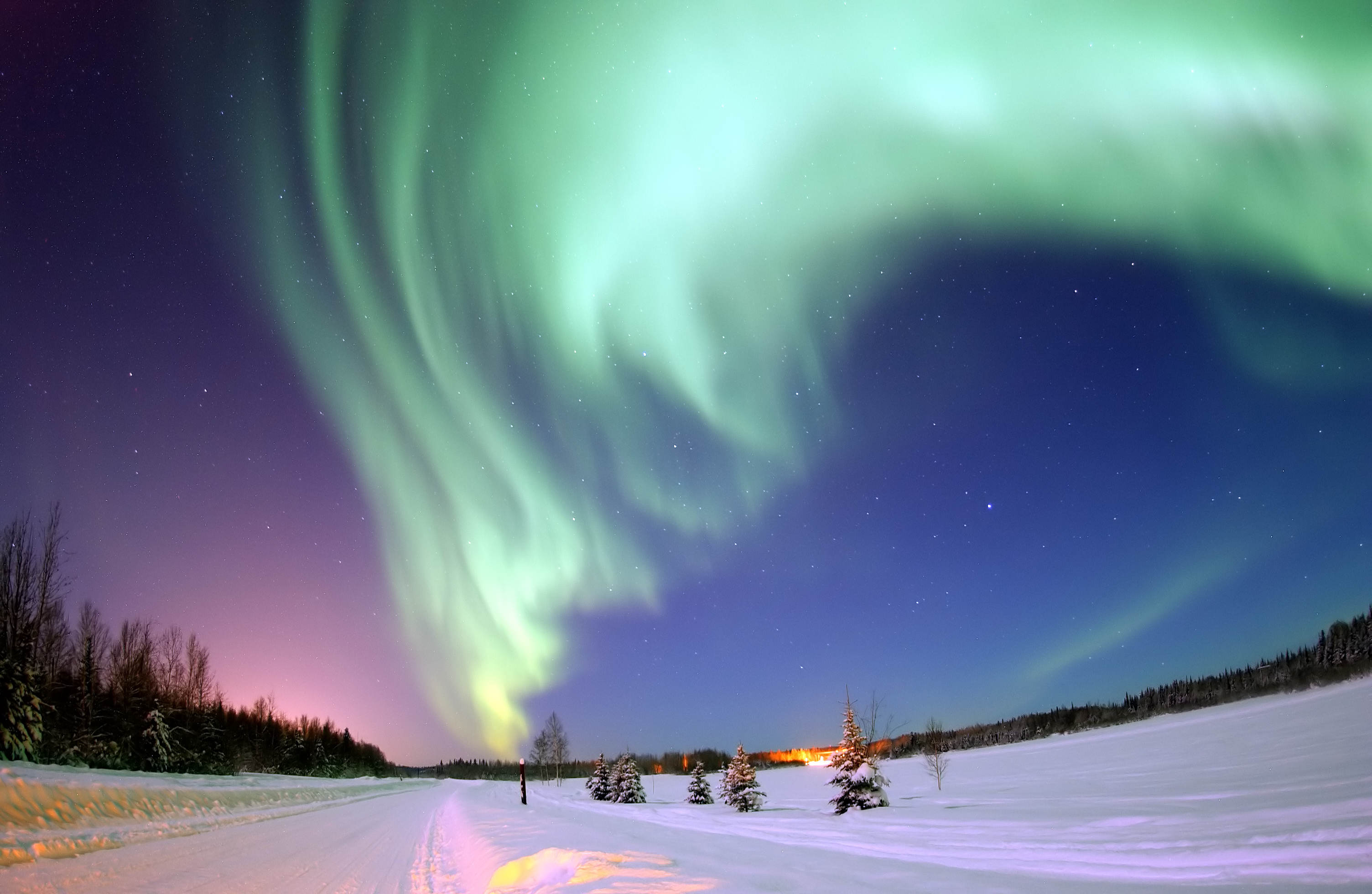
Sarki fény

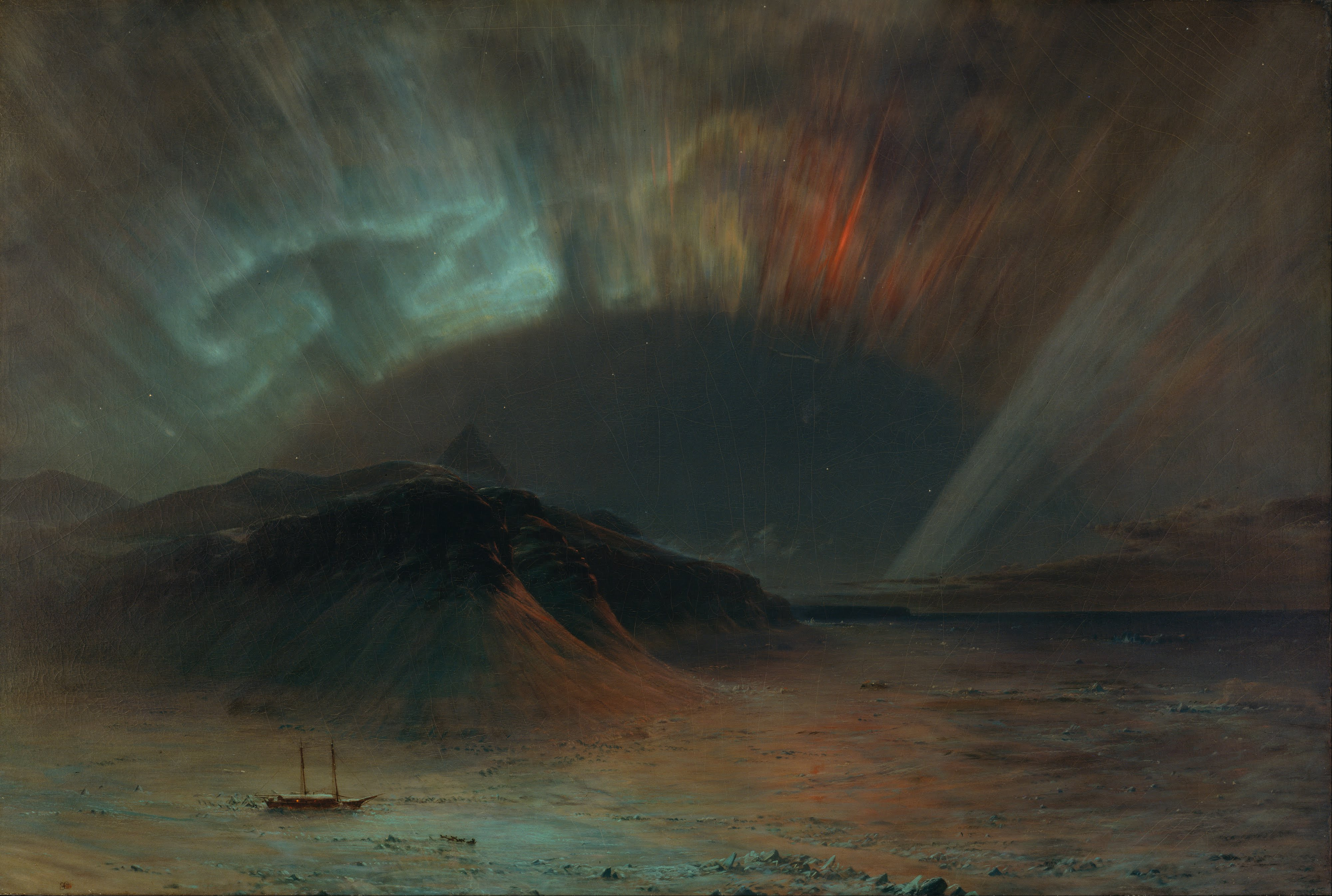
Frederic Edwin Church: Aurora Borealis (1865)

A sarki fény (az északi féltekén gyakran: északi fény (aurora borealis), délen: aurora australis) a Föld északi és déli sarkánál a légkörbe behatoló töltött részecskék (elsősorban protonok és elektronok) által keltett időleges, optikai fényjelenség, amelyet az éjszakai égbolton megjelenő rendkívül színes fátylak jellemeznek. Leginkább késő ősztől kora tavaszig figyelhető meg gyakrabban (de nem állandóan). Főként a magasabb földrajzi szélességek alatt lép fel, többnyire az északi sarkkörtől északra, illetve a déli sarkkörtől délre. Magyarországról csak ritkán látható.
Sarki fény akkor keletkezik, amikor a napszél annyira felkavarja a magnetoszférát, hogy töltött részecskék hatolnak be a napszélből és a magnetoszférából a felső légkörbe, a Föld mágneses mezejének vonzására, ahol energiájuk egy részét átadják a légkörnek. A légkör összetevői emiatt ionizálódnak és gerjesztődnek, így fényt bocsátanak ki különböző színekben. Formáját az ionizálódott összetevők mozgása határozza meg. A beérkező protonok elektronbefogással hidrogénatomokká alakulnak, így a gerjesztett hidrogénatomokra jellemző színeket bocsátják ki (vörös, kék, ibolya). Ez inkább alacsonyabb szélességeken látható. A légkör leggyakoribb összetevői az oxigén (vörös, zöld) és a nitrogén (kék, ibolya) színei is láthatók.

## Helyszíne
A sarki fény többnyire a mágneses pólustól 10°-20° távolságra, 3°-6° szélességen látható. Legjobban a sötét égen, hosszú sarki éjszakákon figyelhető meg, de az év és a nap folyamán bármikor létrejöhet. A sarki fényt tapasztaló területet aurorális oválisnak nevezik, habár inkább szalag formájú. A napszéllel való kapcsolatot a statisztikák vizsgálata során fedezték fel. Részletesebben Elias Loomis (1860) és Hermann Fritz (1881) írta le, miután észrevették, hogy legtöbbször itt látható. A napi pozíció nyomon követhető az interneten.
Az északi féltekén északi fény néven ismert. Az aurora borealis elnevezés Galileitől származik. Ennek párjaként alkották meg az aurora australis elnevezést, ami az északi fényhez hasonlóan jelenik meg, és azzal együtt jön létre és változik. Nagy szélességi körökön is látható az Antarktiszon, Chilében, Argentínában, Új-Zélandon és Ausztráliában.
Erős naptevékenységet követően, mágneses viharok idején megváltozik a magnetoszféra szerkezete, ilyenkor a sarki fény alacsonyabb szélességi körökön, így nagyon ritkán Magyarországon is megfigyelhető. A sarki fény akkor látható a legjobban, ha a mágneses pólus a megfigyelő és a Nap között van. Ez az időszak a mágneses éjfél, ami megkülönböztethető a normál éjféltől. Az Amerikai Egyesült Államok legtöbb területén ez egy órával korábban következik be.
A mágneses viharok a napfoltok 11 éves ciklusában a csúcson vagy három évvel utána erősödnek fel.
Carl Størmer és társai több mint 12 000 sarki fényt elemeztek kamerák segítségével. Háromszögeléssel arra jutottak, hogy a legtöbb fény a felszín felett 90 és 150 km között keletkezik, és néha több mint 1000 km-re is elnyúlnak.
Zöld szín általában 240 km-es magasságban keletkezik, a vörös efölött, a kék általában 100 km alatt jön létre, a lila pedig fölötte.

## Leírása
Nevét a római hajnalistennő, Aurora nevéből alkották, de északi fény néven is ismert (a borealis jelentése északi, az australis pedig déli).
A töltött részecskék túlnyomóan a Napból származnak (napszél), kisebb hányadukat a Naprendszeren kívülről érkezett részecskék teszik ki. A töltött részecskéket a földi magnetoszféra nagyrészt eltéríti, a mágneses pólusok körüli tartományban azonban bejutnak a légkörbe.

### Színek
A részecskék ütköznek a légkör atomjaival, ionizálják és gerjesztik az atomokat, a gerjesztett atomok pedig fénykisugárzással térnek vissza alapállapotukba. A kibocsátott fény az atomra vagy molekulára, illetve az ütközés magasságára jellemző színű. A színkép látható tartományában elsősorban az oxigén világoszöld, sárgás, ritkábban vörös; a nitrogénmolekulák kék és ibolya színben jelentkeznek, de a sarki fény az ultraibolya tartományban is erős lehet. A jelenség 80–1000 km magasságban fordul elő, de leggyakrabban 100 km körüli magasságban figyelhető meg.
A színek közül leggyakoribb a világoszöld és a lilás szín. A sarki fény ritkábban megjelenhet vöröses, sárga, zöld, kék és ibolya színekben is.
Ritkábban teljesen piros sarki fény is előfordul, ez erősebb naptevékenység idején, nagy magasságban lévő oxigén által jön létre, aminek magassága akár 300 km is lehet. A nitrogén kékes vagy lilás-piros sarki fényt hoz létre. A 630 nm hullámhosszú vörös fényt atomos oxigén bocsátja ki. Halványsága és ritka előfordulása az atomos oxigén ritka voltának köszönhető. Több piros színárnyalat is megfigyelhető.
A leggyakoribb, a világos sárgászöld szín egyik oka a 100 km magasságban elhelyezkedő oxigén. A másik ok, hogy az emberi szem erre a zöldes színárnyalatra a legérzékenyebb. Az 557,7 nm hullámhosszú zöld fényt atomos oxigén hozza létre. Ebben a régióban jóval gyakoribb az atomos oxigén, mint feljebb. Közvetve a nitrogénmolekulák is hozzájárulnak, ütközésekkel energiát átadva az oxigénatomoknak, így azok zöld színt sugároznak ki.
Még lejjebb az oxigén újra ritkább. Itt kék, lila és vörös fény keletkezik, ami nitrogénmolekuláknak és ionizált nitrogénmolekuláknak köszönhető. A 428 nm hullámhosszú kék fény dominál.
Többnyire az erősebb naptevékenységhez köthető.
Ha a naptevékenység erős, sárgás szín és rózsaszín is létrejön, ami egyszerűen a piros, a zöld és a kék szín alkalmi keveréke. Mivel mindhárom additív alapszín előfordul, elméletben bármely látható szín létrejöhet, de azok ritkák. Előfordulhat narancssárga, és a zöldessárga. A többi szín nagyon ritka.
Sokszor ultraibolya és infravörös sugárzás is megfigyelhető megfelelő eszközökkel. A Marson, Jupiteren és a Szaturnuszon is észleltek ultraibolya sarki fényeket.
A grafikus ablakon kívül is észlelhető sugárzás. 1972-ben felfedezték a kilométeres sarki fény sugárzást, ami 150 kHz-es rádióhullám. Mivel az ionoszféra elnyeli, azért csak az űrből észlelhető. Röntgensugárzást is detektáltak a sarki fénnyel összefüggésben.

### Megjelenési formái

Formái

A sarki fény formája változatos, állandóan változik, gyakran függönyre, ívelt szalagra emlékeztet vagy sugaras szerkezetű. Műholdról készült felvételek tanúsága szerint a jelenség fénygyűrűként, glóriaként veszi körül a mágneses pólust. Összefüggést találtak a déli és az északi pólusnál fellépő fényjelenségek között. Egyes alakzatok folyamatosan változnak, ezek az aktív sarki fények.
A sarki fénynek 5 formája ismert:
- folt-forma: kis méretű fényjelenség
- ív-forma: enyhén görbülő szalag
- sáv-forma: csomós vagy ráncos alakú
- sugár-forma: egyenes fénynyaláb, amely a Föld mágneses erővonalait követi
- fátyol-forma: diffúz, nagy kiterjedésű fénylés

Közelről nézve közvetlenül a megfigyelő feje fölött világíthat, távolról nézve bevilágítja a horizontot a pólus felé, zöld vagy halványvörös színben, mintha a Nap kelne fel. Alkothat alig látható, diffúz íveket vagy foltokat. Megjelenhet a szemlélő fölött koronaként, egy távoli középpontból sugarakként kifelé irányulva; ez a perspektívából adódik. Az elektronok spirális mozgásának irányát az határozza meg, hogy az elektron iránya milyen a mágneses térhez képest. Ezt a szöget angolul úgy is nevezik, mint "pitch angle"; az elektron távolsága a Larmor-sugár. A pitch angle nő, ahogy az elektron az atmoszférában lejjebb mozogva nagyobb térerőbe jut. Emiatt egyes részecskék visszaverődhetnek. A többi részecske az atmoszférában befelé halad, és különböző magasságokban részt vesz a sarki fény kialakításában.
Az űrből megfigyelve láthatók pólus irányú ívek, amelyek a pólus süvegén keresztül a Nap felé nyúlnak; a théta sarki fény, és déltájban a nappali ívek. Ezek viszonylag ritkák, így nem tudunk róluk sokat. Előfordulnak más hatások is, például vibrálás, alig látható vörös ívek, illetve fekete sarki fény, ami az alig látható diffúz sarki fény sötétebb területe. Mindezek mellett halvány izzás figyelhető meg a mágneses sarkok környékén, többnyire vörös színben.
A függöny alakzatok párhuzamos sugarakból állnak, melyek a helyi mágneses mező irányát mutatják. Helyszíni mérések mutatják, hogy a sarki fényben részt vevő elektronok mozgását a Föld mágneses tere irányítja, a térerő irányában spirál alakban mozognak a Föld felé. A függönyszerű megjelenésre rásegít, hogy a függöny vonala meghajlik. Az ívek feltöredezhetnek, gyakran sugaras szerkezet jelenik meg, ami betölti az egész eget. Néha olyan fényesek, hogy újságot lehet olvasni mellettük. Fényességük a másodperc töredéke alatt megváltozhat.
A diffúz sarki fény gyakran egyszerűen csak izzás a láthatóság határához közel. Megkülönböztethető a ködöktől, mivel a csillagok tisztán látszanak rajta keresztül. Pulzálási idejük másodpercekben mérhető, habár ez nem mindig nyilvánvaló. Gyakran fekete sarki fényt is tartalmaznak. Az égi jelenség megjelenési sorrendje a cikkben írottak sorrendjének felel meg.

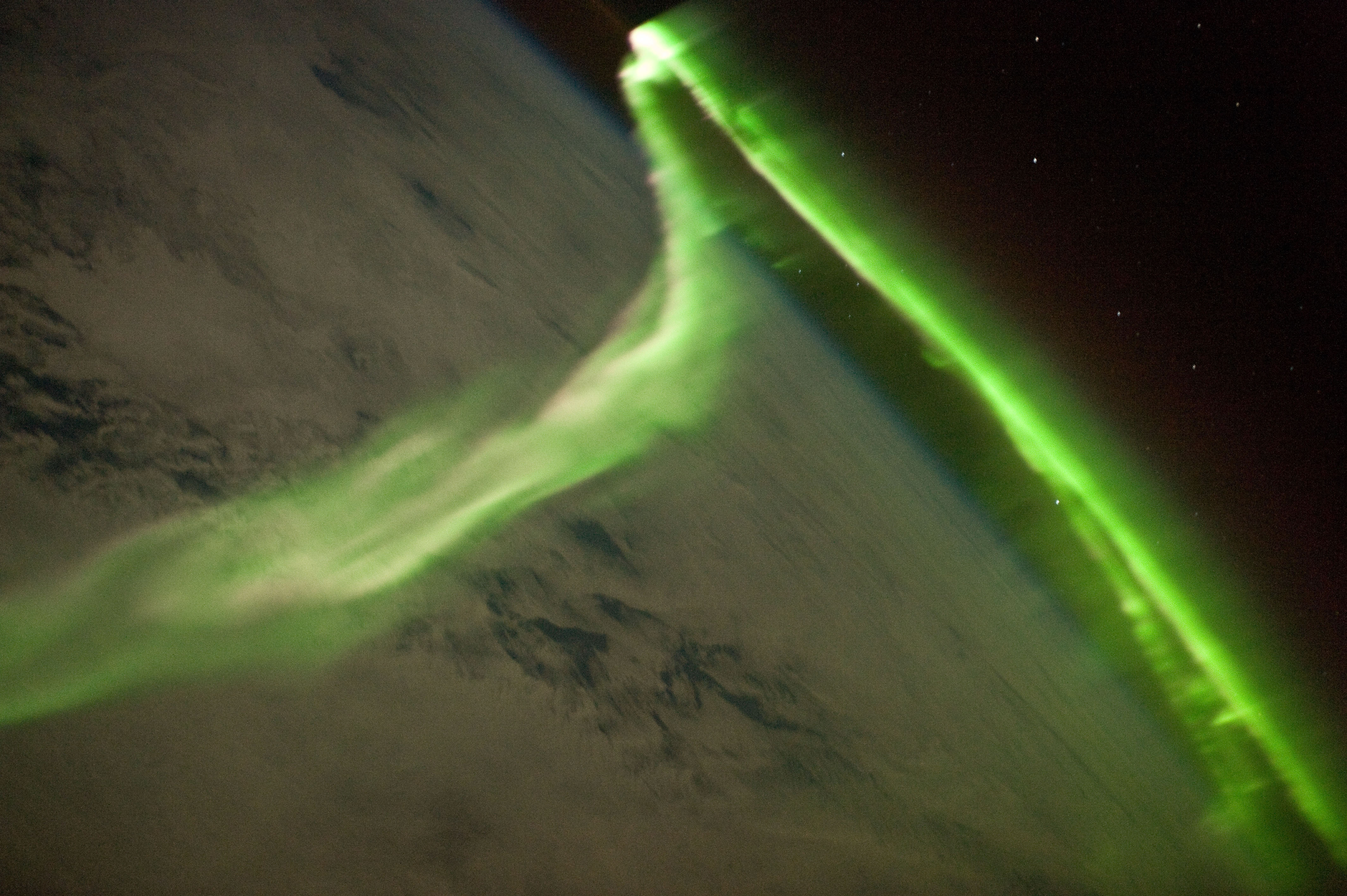
Sarki fény geomágneses viharban, melyet a Nap koronakidobódása idézett elő 2010. május 24-én. A Nemzetközi Űrállomás felvétele
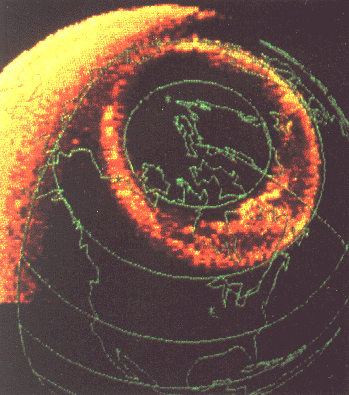
Diffúz sarki fény, megfigyelve a magas Föld fölötti pályájú DE-1 műholdról
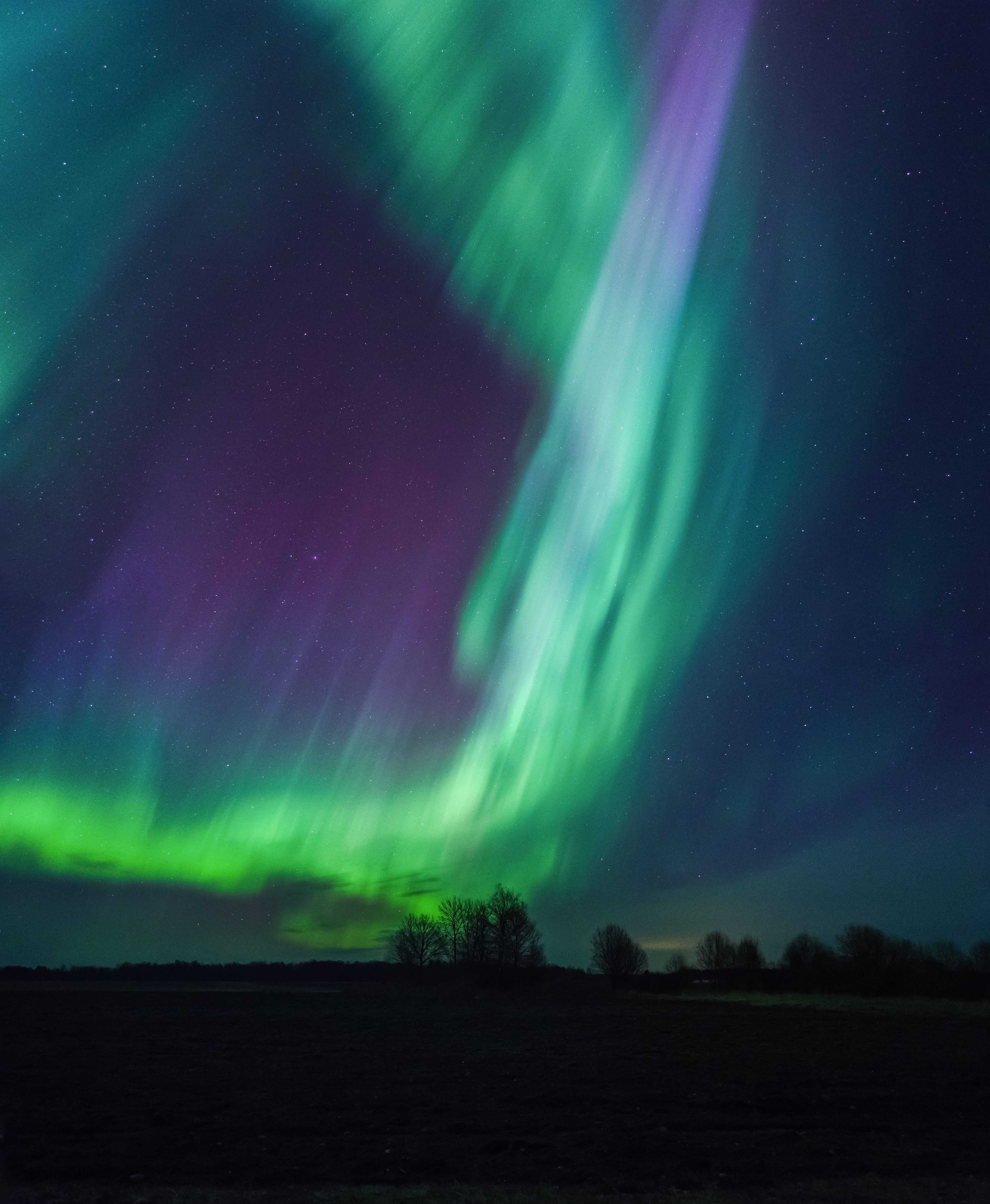
Észtország 2015. március 18.

### Más bolygók és holdak

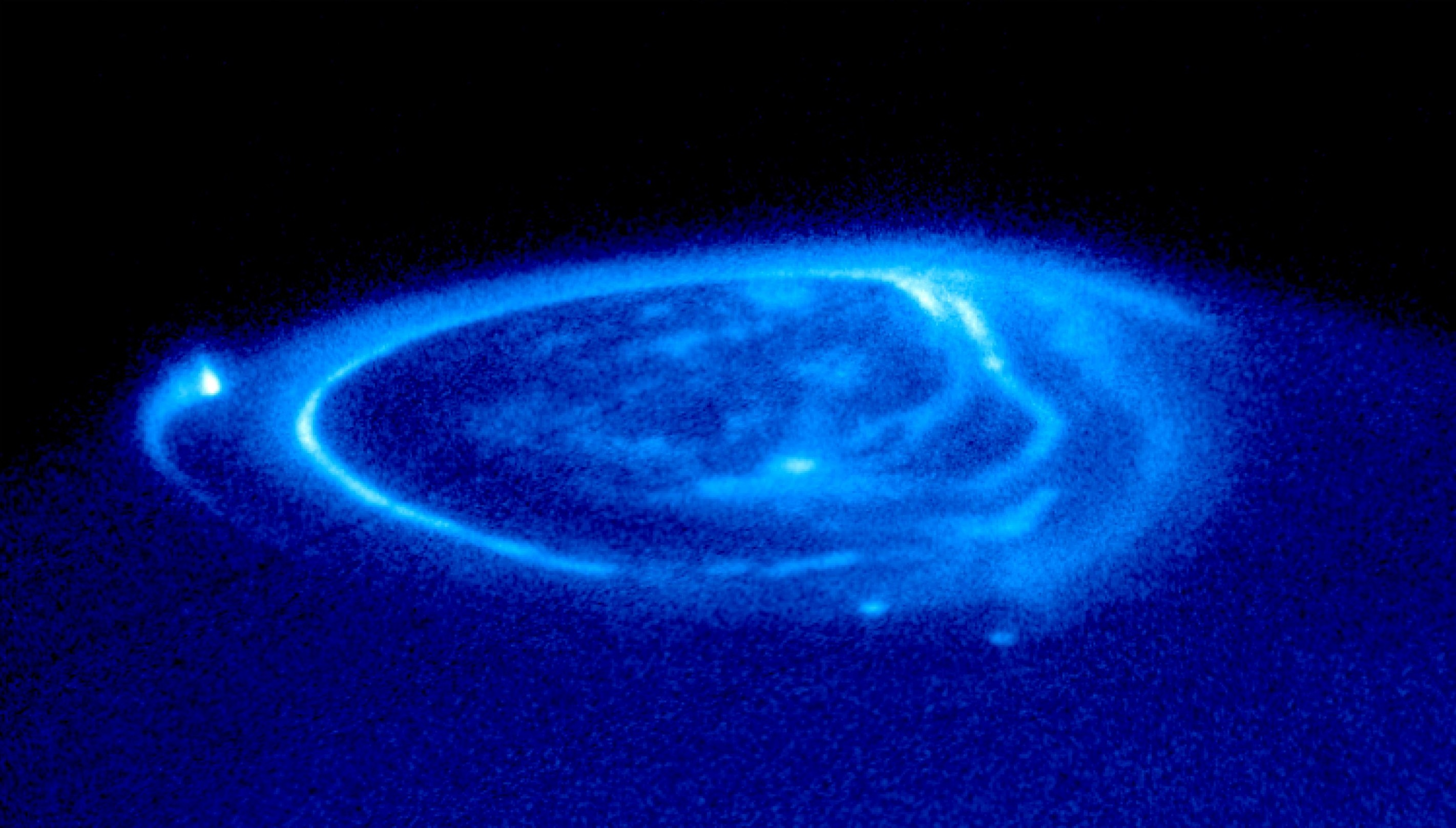
Sarki fény a Jupiteren

Sarki fényt a Naprendszer más mágneses bolygóinál (Jupiter, Szaturnusz, Uránusz, Neptunusz) és azok egyes holdjainál (Io, Ganymedes) is megfigyeltek.
A Jupiter és a Szaturnusz mágneses mezeje erősebb a földinél. A Jupiter egyenlítőjén a mágneses térerősség 4,3 Gauss, szemben a földi 0.3 Gauss-szal, és mindkettő sugárzási övezete erős. A sarki fény ezeken a bolygókon, továbbá az Uránuszon és a Neptunuszon a Hubble űrteleszkóppal látható a legjobban.
A naptevékenység ezeken a bolygókon is erősíti a sarki fényt. A Jupiter holdjai is hatnak rá, relatív mozgásukkal dinamóelven erősítik annak mágneses mezejét. Az Io holdon erős a vulkáni tevékenység, és ionoszférája is van, így viszonylag erős forrás. Ezek az áramok rádiósugárzást is kibocsátanak, amit 1955-től kezdve tanulmányoznak. A Hubble űrteleszkóppal az Io, Ganümédész és Európa sarki fényét is észlelték.
A Vénuszon a sarki fény változó alakú és fényerősségű fényes és diffúz foltokként jelenik meg, néha beborítva a bolygó teljes felületét. A sarki fényt az okozza, hogy a napszél elektronjai beleütköznek a légkörbe.
A Marson a Mars Express sarki fényt észlelt a SPICAM eszközzel 2004. augusztus 14-én a Terra Cimmeria fölött (177° kelet, 52° dél). A kibocsátó terület átmérője 30 km, becslések szerint magassága 8 km. A kérgi mágneses anomáliák elemzésével a tudósok észrevették, hogy ez az a régió, ahol legerősebb a lokális mágneses mező. Ez az eredmény azt jelentette, hogy a jelenséget létrehozó elektronok a kérgi mágneses erőtér iránya szerint mozogtak, amikor beléptek a Mars légkörének felső rétegébe.
Az első sarki fényt Naprendszeren kívül 2015 júliusában észlelték egy barna törpe csillag fölött, melynek jele LSR J1835+3259. A főként vörös fény milliószor erősebb volt, mint a földi sarki fény; a töltött részecskék hidrogénbe ütköztek. Egyes elképzelések szerint a csillagból kiáramló napszél a felszín anyagát kiszakítva hozta létre a sarki fényt előállító elektronokat. Egy másik lehetséges magyarázat szerint az anyag egy másik, általunk még nem ismert testből származik, mint a Jupiter és az Io hold esetén.

### Fényképezése

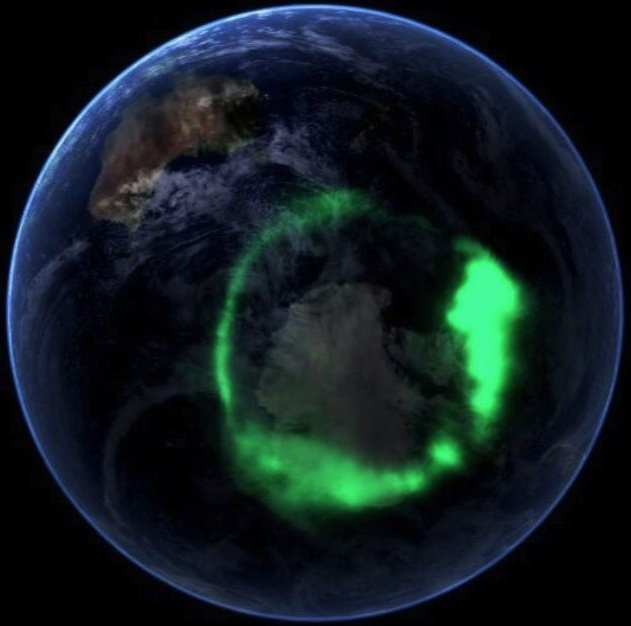
Déli fény (2005. szeptember 11.-én), fényképezte a NASA IMAGE műholdja

A digitális fényképezőgépek és kamerák elterjedésével megnőtt a sarki fényről készült képek és filmek száma.
A filmet alkalmazó fényképezés szempontjából nehézség, hogy a spektrum is változhat és az expozíciós idő alatt is mozoghat a fényjelenség, így az eredmény nem biztos, hogy megjósolható. A film megválasztása különösen fontos, mivel különböző emulziók különféleképpen reagálnak a halvány fényekre. A hosszabb expozíciós idő miatt a változó, egy időben nem látható jelenségek egy képre kerülnek. Az érzékenyebb film növeli a szemcsézettséget.
David Malin több szűrővel és expozíciós idővel kísérletezett a csillagászati fényképészet számára. A képeket laboratóriumban rakta össze, hogy megközelítésék a látványt. Tudományos célokra felhasználják az infravörös és az ultraibolya sugárzás közeli részét, majd színkorrekciót végeznek, hogy szimulálják a megjelenést az emberek számára. Az előrejelzések mutatják a sarki fény kiterjedését is, ami hasznos a sarki fényre vadászók számára. A képeken gyakran láthatók földi jelenségek is, ezeket gyakrabban publikálják is nagyobb weboldalak. Szabványos filmmel is készíthetők kiváló képek, ISO 100 és ISO 400 közötti érzékenységű filmmel, egylencsés tükrös kamerával, teljes nyílással, gyors lencsével (például f1.4 50 mm), és a fényességtől függően 10 és 30 másodperc közötti expozíciós idővel.
1949-ben a Saskatchewan Egyetem az SCR-270 radarral alkotott képeket.

## A sarki fény hangja
Az északi népek legendáiban és történeteiben fellelhető, hogy van hangja a fényjelenségnek. Kétfajta hangról szólnak a történetek, az egyik suttogásszerű, míg a másik reccsenő, csattanó hang. 2012 előtt azonban a hangjelenséget nem sikerült rögzíteni. Finn kutatók publikáltak egy felvételt, amelyen egy csattanó hang hallható, bár akkoriban nem tudták bizonyítani, hogy ez a fényjelenséghez köthető. Mindenesetre megalkották elméletüket.
A zaj 70 m magasan keletkezik. Okozói töltött részecskék, amint az inverziós rétegbe ütköznek. Az inverziós réteg hideg éjszakákon keletkezik, amikor a légköri magasság és a hőmérséklet közötti összefüggés megfordul a légkör egy rétegében. Ez az inverziós réteg. Az ütközéssel elveszítik töltésüket, ezzel létrehozva a zajt.

## Történeti jelentősége
2017-ben felfedeztek egy japán naplót, melynek egy 1770-es bejegyzése Kiotó fölött megjelent sarki fényt ábrázolt. Ennek alapján úgy tűnik, hogy az esemény 7%-kal nagyobb volt a későbbi Carrington-eseménynél, ami akkor a távíróhálózatot is érintette.

1859-ben augusztus 28-án és szeptember 2-án az Egyesült Királyságban lehetett megfigyelni a történelemben ismert leglátványosabb sarki fényt. Balfour Stewart a Királyi Társaság egy újságjában 1861. november 21-én mindkét eseményről beszámolt. Magnetográffal dokumentálta őket a Kew Obszervatóriumban. Kapcsolatba hozta a későbbi eseményt a szeptember 2-ai Carrington-Hodgson flare eseménnyel. A szeptember 1-én különösen erős Carrington-Hodgson fehér fényű flare olyan erős sarki fényt produkált, hogy nagyon sok helyen megemlékeztek róla, tudományos és újságcikkekben, hajónaplókban az Amerikai Egyesült Államokban, Európában, Japánban és Ausztráliában. A New York Times arról tudósított, hogy Bostonban szeptember 2-án olyan erős volt a sarki fény éjjel 1 órakor (EST idő, GMT idő 6 óra), hogy olvasni lehetett mellette. A Kew Obszervatórium automata magnetográfja ugyanekkor erős mágneses vihart észlelt, ami egy óra hosszú volt. 1859 és 1862 között Elias Loomis kilenc cikkből álló sorozatot publikált az American Journal of Science tudományos újságban, Great Auroral Exhibition of 1859 címmel. 
Úgy gondolják, hogy ez a sarki fény a történelem legnagyobb koronakidobódásának következménye. Ekkor észlelték azt is, hogy a sarki fény aktivitása kétségkívül kapcsolatba hozható az elektromos árammal. Ezt nemcsak tudományos mérések mutatták ki, hanem távírászok is észlelték. A 201 km hosszú távíróhálózat néhány vonal kivételével leállt. Szikrák pattantak ki, a távírászokat áramütések érték, papírok gyulladtak meg. Csak azok a vonalak működtek, melyek elég hosszúak és megfelelő irányúak voltak ahhoz, hogy a mágneses mező által indukált árammal működjenek, saját áramforrásaikat lekapcsolva. Így például Boston és Portland, Maine állomások több, mint két óra hosszat beszélgettek így. Ez volt az első ilyen alkalom. A végkövetkeztetése az volt, hogy a sarki fényt elektromos anyag okozza, ami természetében ugyanaz, mint a galvánelemek által létrehozott áram. A sarki fény tömege a horizontról a zenit felé mozog.

## Előfordulása a kultúrában
- Északi fény (Northern Lights), Philip Pullman brit író regénye
- Norra skenet, szobor az Umeåi Egyetemen (Svédország)
- Aurora Borealis - Északi fény, magyar film (2016), Rendező és forgatókönyvíró: Mészáros Márta

Pütheasz a Kr. e. 4. században leírta a sarki fényt. Senecánál a sarki fény a Naturales Quaestiones első könyvében szerepel. Seneca osztályozza a sarki fényeket, így hordószerű (pithaei), szakadásos (chasmata), szakállas (pogoniae), és ciprusszerű (cyparissae). Változatos színeikről is ír. A ködök alatt és fölött is megjelenhetnek. Felidézte, hogy Tiberius uralkodása alatt Ostia kikötővárosa fölött sarki fény jelent meg, amit vörös színe miatt egy tűzoltásra kirendelt cohors tűznek nézett, és sietett menteni. Az idősebb Plinius a Naturalis Historiában valószínűleg a sarki fényre gondolt, amikor éjjeli világosságról, hulló vörös lángokról írt, és a trabes, chasma szavakat is használta.

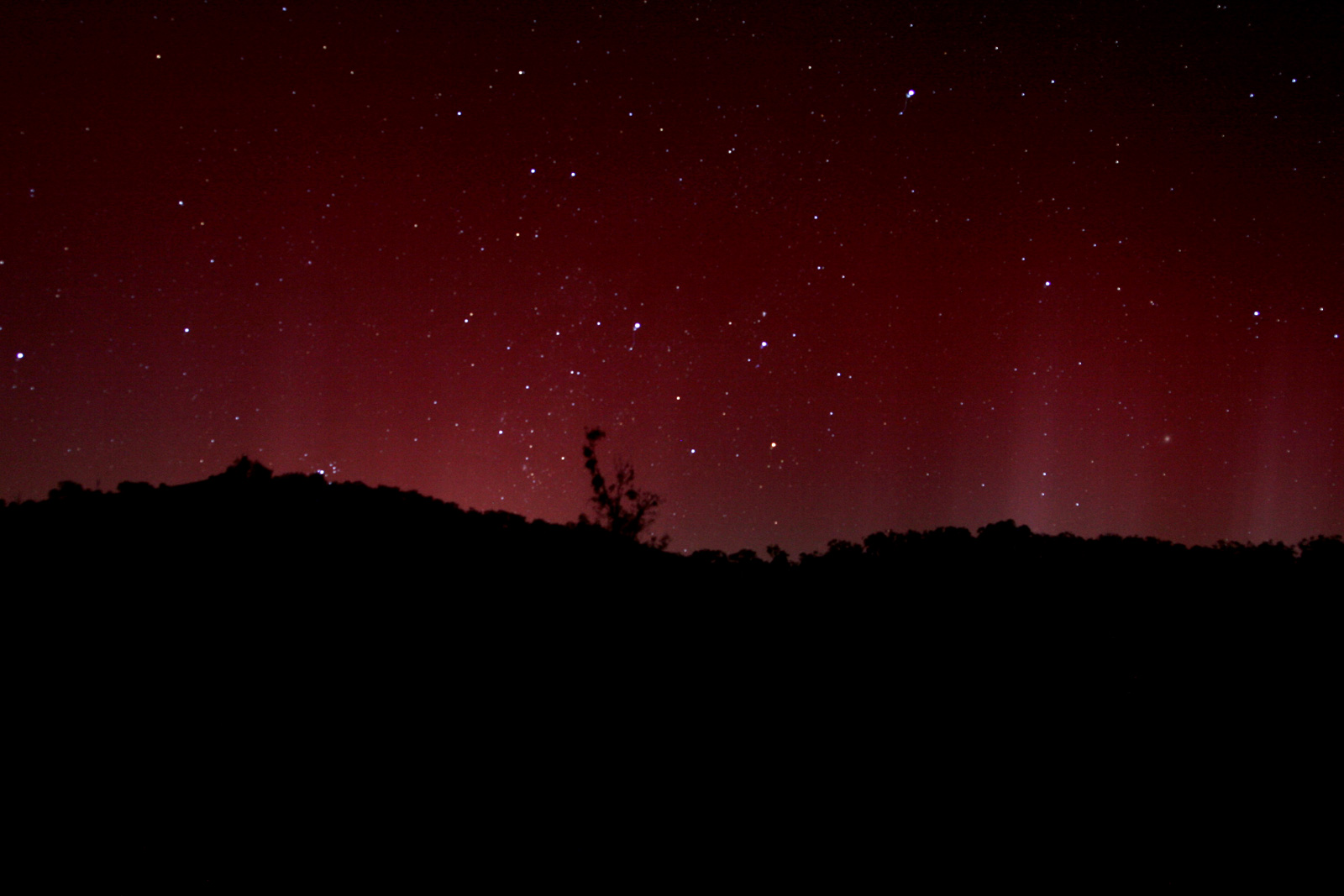
Az aborigók a sarki fényt tűznek tekintik, ami többnyire a horizonton látható és vörös színű

Az aborigók a sarki fényt tűznek tekintik. A Nyugat-Victoriában élő gunditjmarák a sarki fényt puae buae néven emlegetik, ami azt jelenti: hamvak. A gunaiók Kelet-Victoriában a szellemvilág bozóttüzeiként értelmezik. Dél-Ausztráliában a dieriek szerint egy gonosz szellem okozza a nagy tüzet. Szintén Dél-Ausztráliában a ngarrindjerik szerint a Kenguru-sziget fölött látszódó sarki fény a halottak országában égő tűz. Délnyugat-Queenslandben az aborigók úgy hiszik, hogy szellemek üzennek a sarki fényen keresztül. Csak idős férfiak nézhetik és értelmezhetik az üzeneteket, a többiek számára ezt vallási törvény tiltja.
A Bulfinch's Mythology szerint a norvég mitológiában a valkűrök fegyverzetén megcsillanó fény a sarki fény. Ezt azonban nem lehet megerősíteni a régi északi irodalom alapján. A norðrljós első feljegyzése 1230-ból származik, és a Konungs Skuggsjá norvég krónika tartalmazza. A krónikás azoktól a honfitársaitól hallott róla, akik Grönlandon jártak, és három magyarázatot adott rá:
- Az óceánt nagy tüzek övezik.
- A gleccserek fénylenek az éjszakában.
- A Nap lobogása elér az éjszakai oldalra is.[49]

Walter William Bryant Kepler című könyvében (1920) azt írta, hogy Tycho Brahe homeopátiával is foglalkozott, amikor ként ajánlott a sarki fény kénes kigőzölgése által okozott fertőző betegségekre.
Benjamin Franklin az 1740-es években az Aurora Borealis, Suppositions and Conjectures towards forming an Hypothesis for its Explanation című cikke szerint a sarki fényt a sarki területeken felhalmozódott töltések okozzák, melyet a pára és a hó felerősít.
Anders Celsius és Olof Hiorter szintén Uppsalában észlelte, hogy az iránytű a sarki fény idején ritmikusan mozog. 1741-ben Hiorter összefüggést talált a sarki fény és az azt követő mágneses fluktuációk között. Ez támogatta azt az elméletet, hogy mágneses viharok okozzák ezeket a fluktuációkat.
A látványosságokról indián mítoszok is mesélnek. Samuel Hearne európai felfedező csipevéj indiánokkal utazott együtt 1771-ben, és feljegyezte történeteiket. Ezek szerint a sarki fény olyan, mint amikor egy karibu bundáját megdörzsölik. Úgy hitték, hogy a fényt eltávozott rokonaik tánca okozza. Amikor a fény erős, akkor a halottak boldogok.
A fredericksburgi csata utáni éjszakán a csatatér fölött sarki fény jelent meg. A győztes konföderációs hadsereg ezt úgy értelmezte, hogy Isten velük van, mivel ilyen délen ritkán látható sarki fény. Frederic Edwin Church festménye, az Aurora Borealis elterjedt értelmezés szerint az amerikai polgárháború konfliktusát ábrázolja.
Egy 19. század közepi angol forrás szerint a sarki fény ritka volt a 18. század előtt. Halleyra hivatkozva az állítja, hogy az 1716-os sarki fény előtti 80 évben nem volt. 1574 után sem jegyeztek fel sarki fényt hosszú ideig. A Transactions of the French Academy of Sciences sem emlékezett meg több sarki fényről 1666 és 1716 között. A Berlin Miscellany által 1797-ben feljegyzett sarki fényt nagyon ritka jelenségnek nevezték. Bolognában láttak 1723-ban sarki fényt, és ezt az első alkalomként jegyezték fel. Celsius 1733-ban arról írt, hogy 1716 előtt Uppsalában az idős lakosok szerint is nagy ritkaság a sarki fény. Az 1645-tól 1715-ig tartó időszak Maunder-minimum volt a naptevékenység szempontjából.
A 20. század elején Kristian Birkeland norvég tudós adott magyarázatot a geomágnesesség és a sarki fény kapcsolatára.

## További képek a sarki fényről

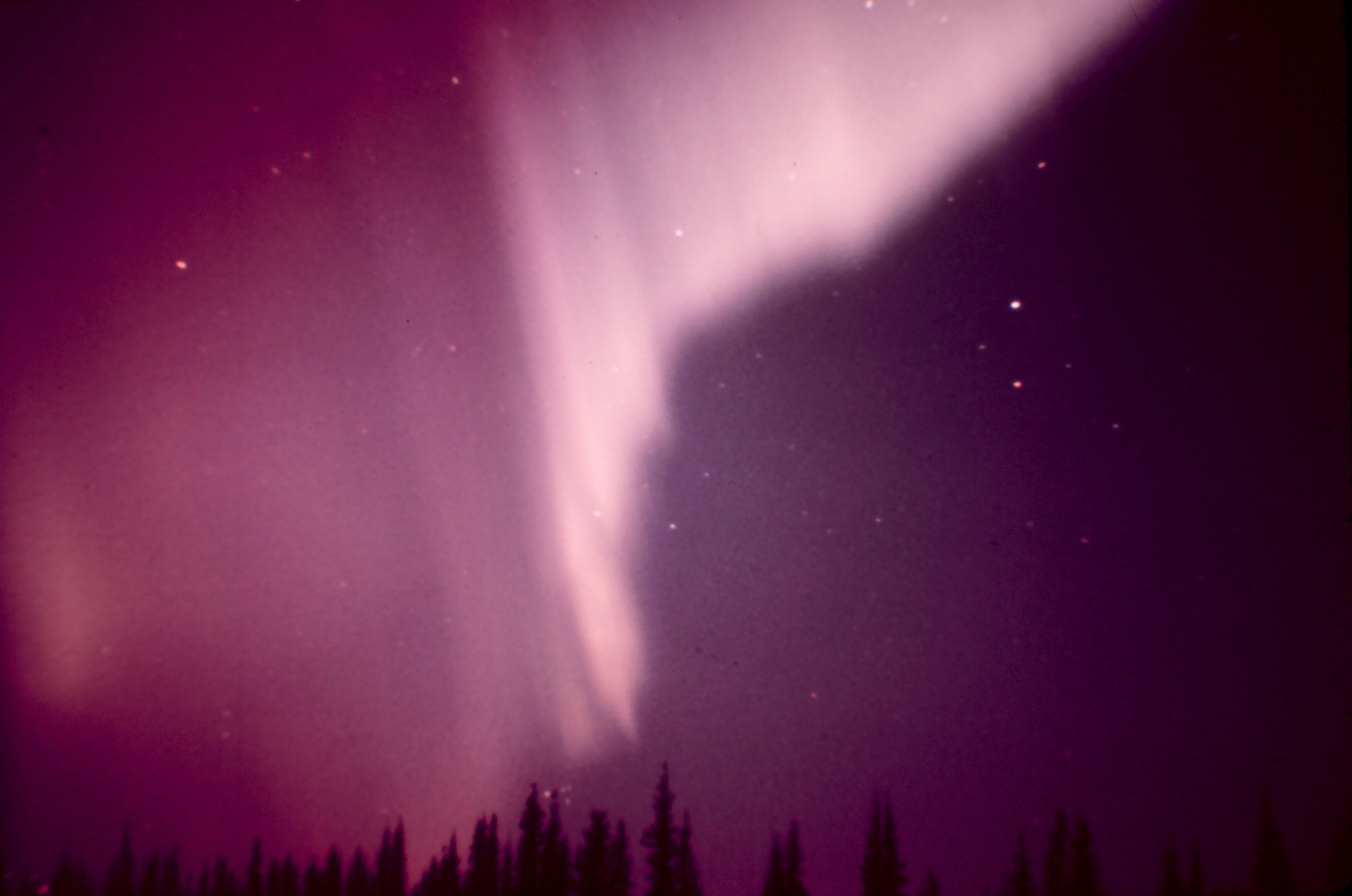
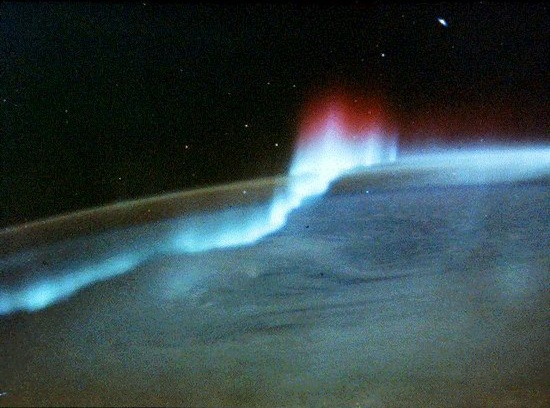
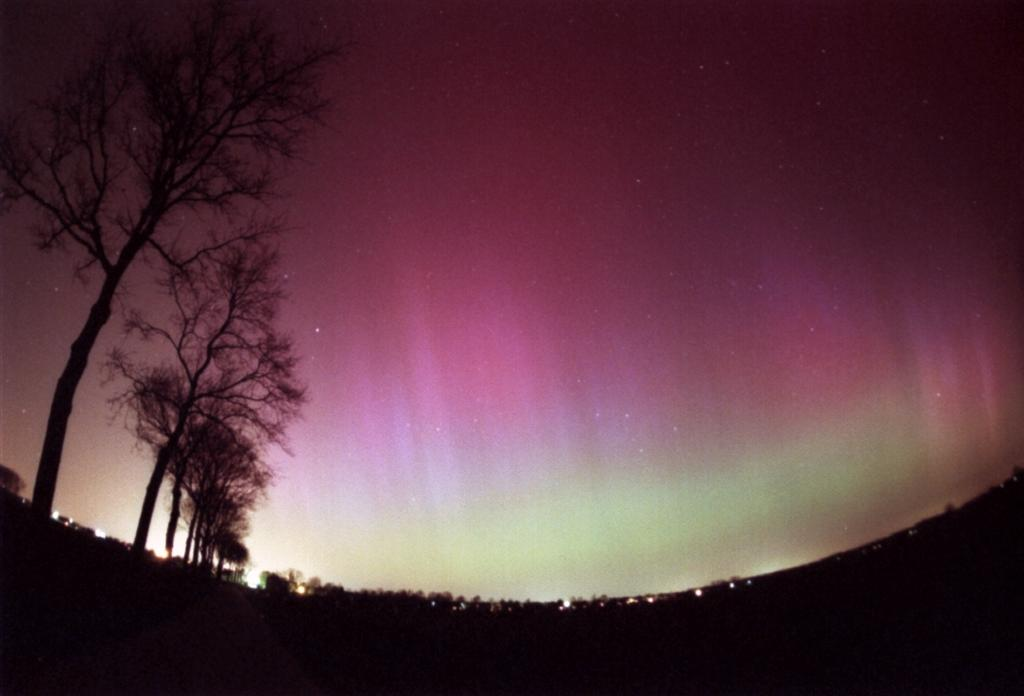
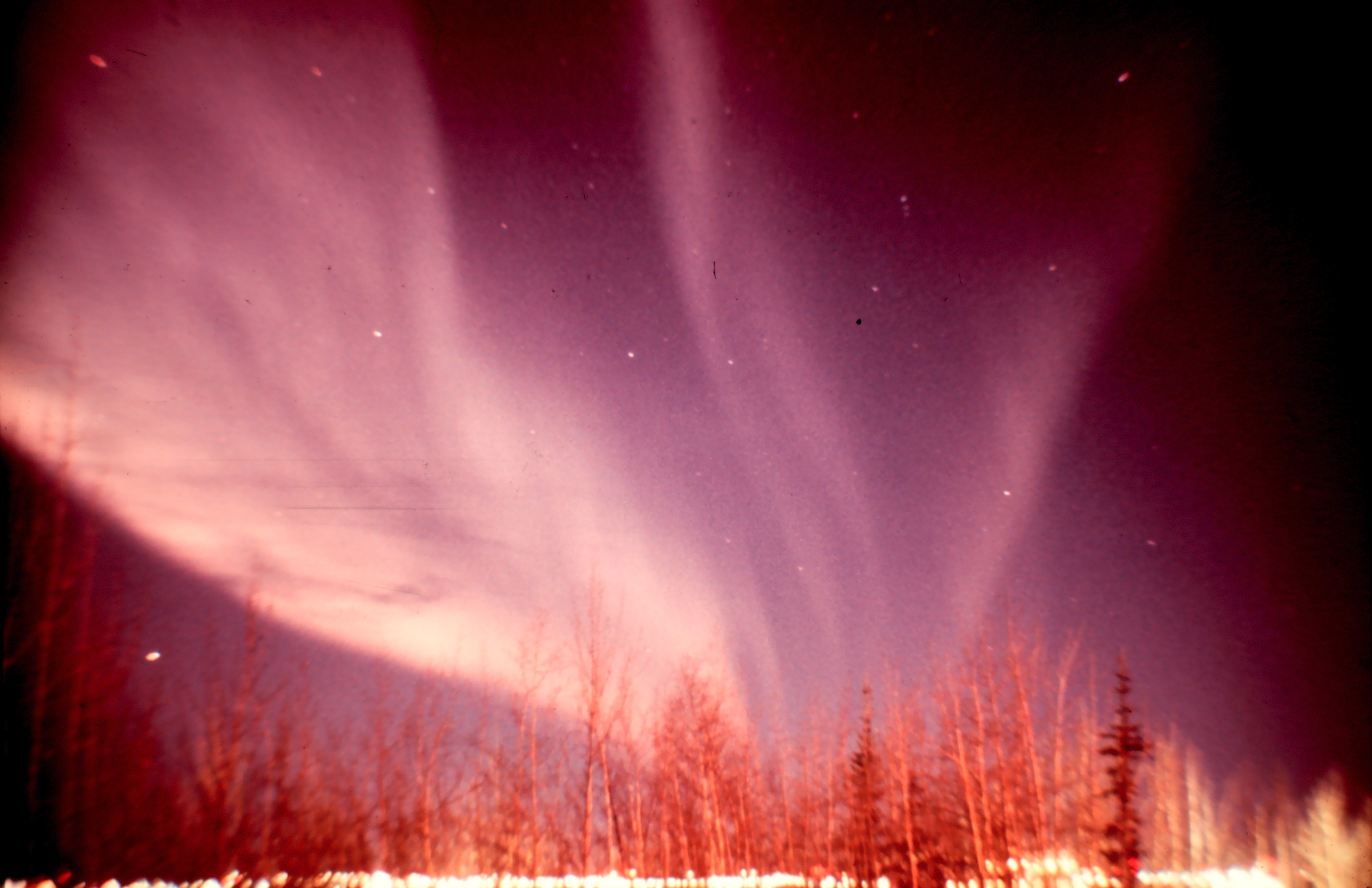
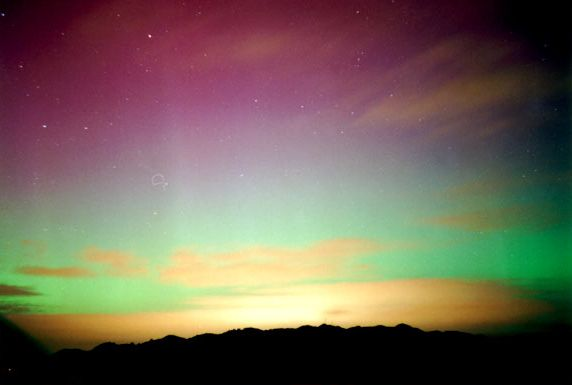
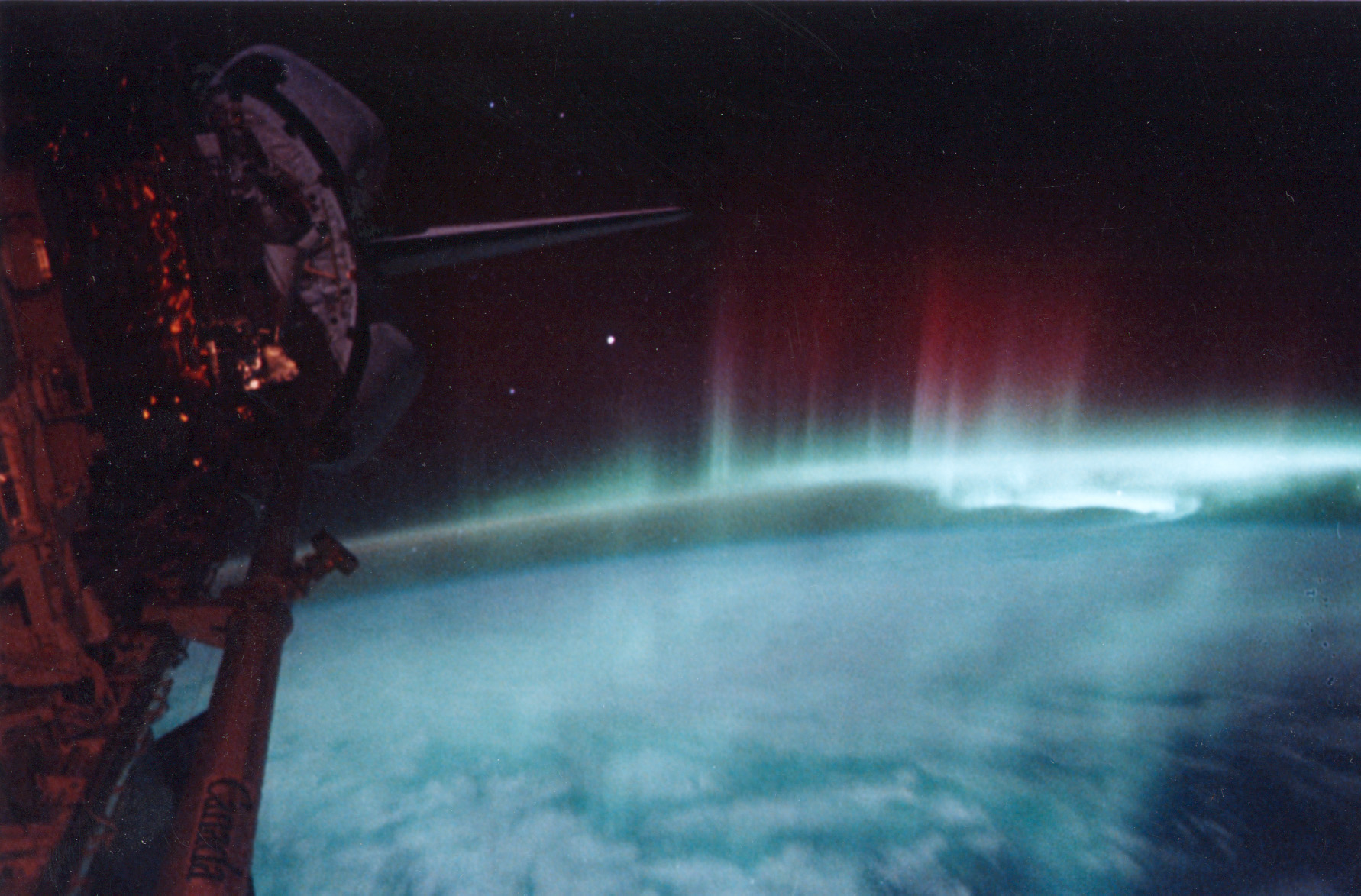
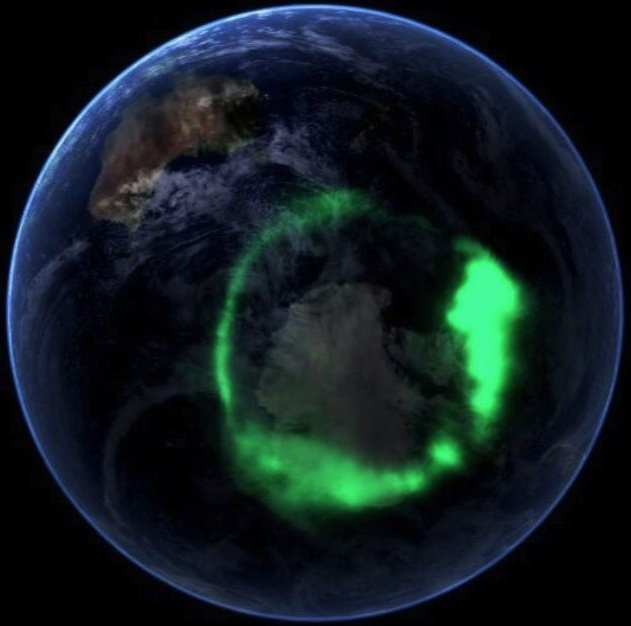
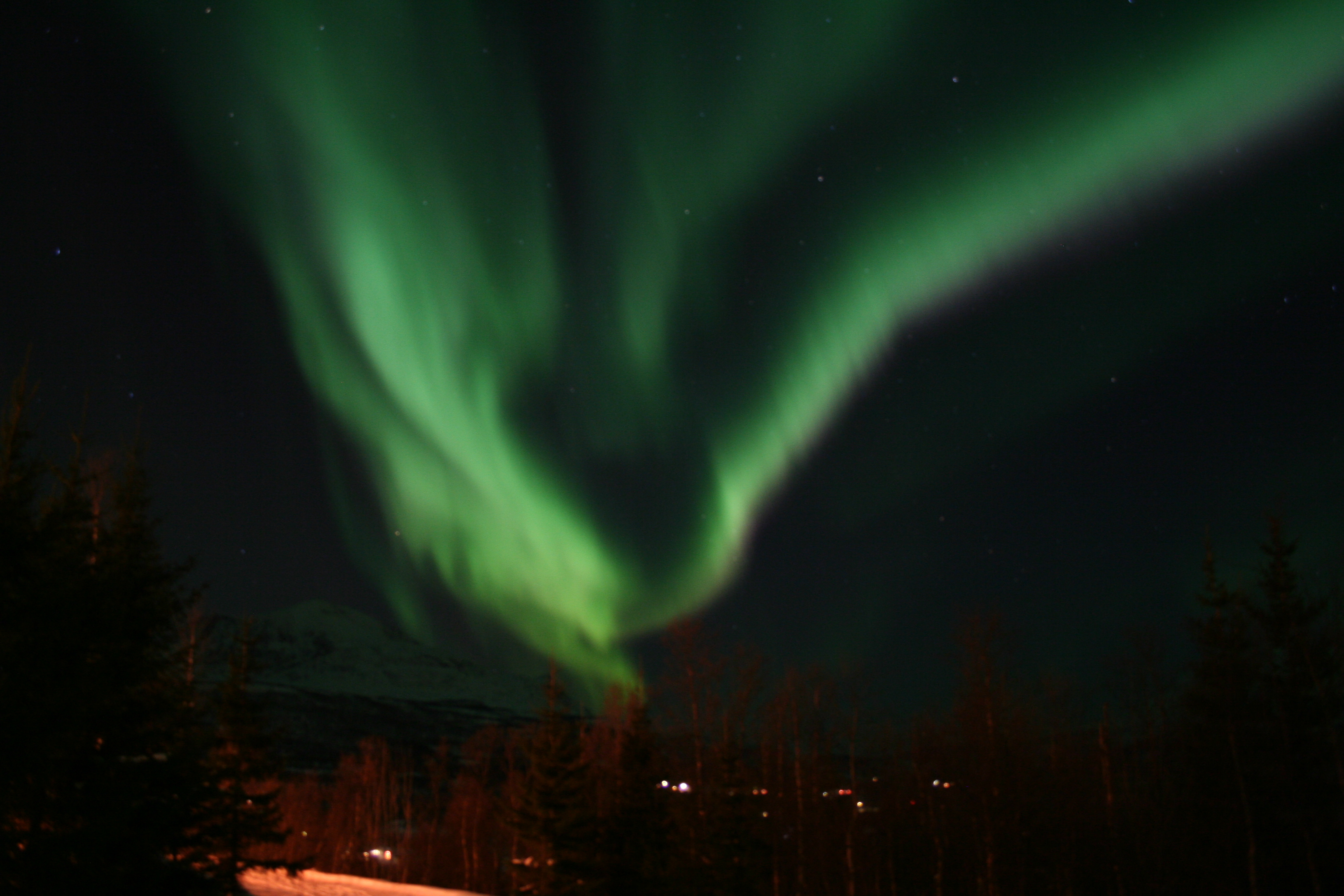

## Fordítás
- Ez a szócikk részben vagy egészben  az   Aurora című angol Wikipédia-szócikk fordításán alapul.  Az eredeti cikk szerkesztőit annak laptörténete sorolja fel. Ez a jelzés csupán a megfogalmazás eredetét és a szerzői jogokat jelzi, nem szolgál a cikkben szereplő információk forrásmegjelöléseként.